# Cristóbal Gabarrón
Cristóbal Gabarrón (Mula, Murcia, 25 de abril de 1945) es un artista reconocido internacionalmente como creador de arte público, pintura, escultura o montajes monumentales.  

## Biografía
Nació en la localidad Mula (Murcia) en el año 1945, aunque con seis años de edad se trasladó con su familia a vivir a Valladolid. Se dedicó a la pintura desde muy joven realizando sus primeras exposiciones, en la Galería Castilla de Valladolid y en la Galería Macarrón de Madrid.
Su obra evolucionó desde la figuración hacia el informalismo, hasta la abstracción “simbólica” y “postmoderna”. En 1967, con tan sólo 22 años, Gabarrón expuso en la Galería Leob de Nueva York y en la Galería Arts Perspective de París.
Su obra ha estado marcada por su experiencia vital, el humanismo y su personalidad nómada, que le confieren un estilo único, muy personal. Una creación en continua experimentación y evolución con trazos procedentes de sus múltiples estancias y exposiciones en diferentes lugares del mundo.
En la actualidad reside entre Bueu, en la Ría de Pontevedra y Valladolid, aunque continúa conectado a su lugar de origen, la ciudad de Mula.

## Carrera artística
Recibió su primera formación artística en Valladolid antes de seguir su carrera en Francia, en Italia y Estados Unidos. El trabajo de Gabarrón está centrado en su interés por el humanismo, por la vida de las personas en armonía con su entorno natural, por su convivencia en paz y el desarrollo de los valores humanos. 
Su colaboración con organizaciones internacionales, como el Comité Olímpico Internacional o las Naciones Unidas, han dado lugar a un periodo muy fructífero que perdura en la actualidad, tras la exposición de Universo de Luz (Enlightened Universe) inaugurado el 24 de octubre de 2015 en el célebre Central Park de New York, por el secretario general de la ONU, el Sr. Ban Ki-moon con motivo del 70 Aniversario de la creación de la Organización de las Naciones Unidas y que cada año recorre ciudades de todo el mundo, para conmemorar el día de la ONU y el de los Derechos Humanos: Ginebra (2016), Ámsterdam (2017), Bruselas (2018), Valladolid (2020), La Valeta (2022).
Su obra ha sido de igual modo centro de análisis dentro de retrospectivas como las dedicadas por el Chelsea Art Museum, el IVAM, el Museo de Arte Moderno de Gdansk, en Polonia, el Museo Nacional de Arte de China en Shanghái, o el Museo Patio Herreriano de Arte Contemporáneo Español, para analizar sus creaciones. En todas ellas, críticos e historiadores de la talla de Donald Kuspit, comisario y profesor de la Universidad de Nueva York, Kosme de Barañano, comisario y profesor de la Universidad Miguel Hernández de Elche, o Miguel Ángel Zalama, profesor de la Universidad de Valladolid han procedido a realizar cuidadosos análisis y estudios de su trayectoria profesional de más de 50 años, recogidos en la abundante bibliografía aparecida durante los últimos años.
El centro de referencia de la obra de este creador, se encuentra en el Museo Cristóbal Gabarrón de la ciudad de Mula (Murcia), que permite realizar un viaje a través de su vida artística analizando las diferentes facetas de su creación pictórica y escultórica. Inaugurado en 2005 por los hoy Reyes de España, está gestionado por la Fundación Casa Pintada, constituida gracias a un acuerdo de colaboración entre el Ayuntamiento de Mula y la Fundación Cristóbal Gabarrón.

## Instituciones dedicadas a la difusión de su trabajo

### Museo Cristóbal Gabarrón
El Museo Cristóbal Gabarrón es un espacio de conocimiento y difusión de la obra de Cristóbal Gabarrón, así como del arte contemporáneo.
Inaugurado en 2005 por los hoy Reyes de España, está gestionado por la Fundación Casa Pintada, constituida gracias a un acuerdo de colaboración entre el Ayuntamiento de Mula y la Fundación Cristóbal Gabarrón.
A través de los espacios dedicados a la exposición de su colección permanente, los visitantes pueden realizar un viaje por la vida artística de Gabarrón analizando las diferentes facetas de su creación pictórica y escultórica.
El museo cuenta además con tres espacios para la realización de exposiciones temporales que sirven como plataforma para la creación contemporánea.
La programación del museo se completa con diferentes actividades, visitas guiadas, talleres infantiles, programas educativos, conferencias, clases magistrales y espacios dedicados al estudio del arte contemporáneo.

### La Fundación Gabarrón Carriage House Center for the Arts
En Carriage House Center for the Arts, uno de los puntos de referencia de Nueva York, La Fundación Gabarrón se especializa en exposiciones de arte y varias actividades culturales. Carriage House Center for the Arts también sirve de punto de encuentro para las personas, organizaciones para promocionar el intercambio culturalpor todo el mundo. Esta fundación sin ánimo de lucro ha estado trabajando muy estrechamente con diversas organizaciones de América y Europa.

### Museo Fundación Cristóbal Gabarrón
La Fundación Cristóbal Gabarrón tuvo su origen en la ciudad de Valladolid en el año 1992. Otorgó durante un lustro los Premios Internacionales de la Fundación Cristóbal Gabarrón (FCG), en el ámbito del arte. Los estatutos decían:
[...] con la intención de proteger, conservar y difundir la cultura a través de las artes, las letras, la ciencia y la investigación [...]
En esta Fundación tienen cabida las manifestaciones culturales desde la Prehistoria hasta los tiempos presentes. La sede tuvo su emplazamiento como museo en la calle Rastrojo s/n, en el barrio de la Huerta del Rey. El edificio fue realizado por el equipo de arquitectos Juan Carlos Urdiain, Juan Llacer y José María Llanos. La cubierta de latón y cobre es obra del propio Gabarrón. El inmueble estaba dividido en zonas destinadas a exposiciones, docencia, museo infantil y pinacoteca infantil. En el exterior hubo un auditorio para cien personas y un anfiteatro. El museo abrió sus puertas en el año 2003 y las cerró en septiembre del 2015. La entidad financiera a que pertenece puso a la venta el edificio. Todos los enseres y obras de arte fueron trasladados a la Fundación Casa Pintada de Mula. 

## Trayectoria artística
- 1986. Obra Our Hope for Peace, concebida como un hombre en actitud de emprender el vuelo, destinada como emblema al "Año Internacional de la Paz" por la WFUNA.
- 1991. Gran aportación artística con el mural titulado Historia del Olimpismo para el recién inaugurado Estadio Olímpico de Béisbol del Llobregat de Hospitalet. En este mural (de 100 metros de largo por 5 de ancho y realizado en pasta templada), están representadas más de 100 personas que simbolizan la evolución diacrónica del deporte.[1]
- 1992. Fue creada la Fundación Cristóbal Gabarrón, con sede en Valladolid. Este año se fundó también el MUGA (Museo Gabarrón), con la exposición en el Palacio de Can Boixeres de Hospitalet de gran parte de los bocetos del mural olímpico Historia del Olimpismo. En Sevilla y para la Expo’ 92 realizó el mural Encuentro 92 que fue instalado en la Plaza de América con el tema de las tres culturas durante la época medieval, cristiana, musulmana y judía. El mural tiene un tamaño de cerca de 700 metros cuadrados.[2] Por su implicación en temas del deporte fue nombrado ”Artista del Deporte del Año 1992” por The United States Sports Academy. También este año fue investido doctor honoris causa por el Estado de Alabama.[3]
- 1993. La United States Sports Academy encargó de Nuevo a Gabarrón una obra relacionada con el deporte para conmemorar el Centenario de los Juegos Olímpicos que coincidía con la celebración de la XXVI Olimpiada en la ciudad de Atlanta (Georgia). La nueva sede del Parlamento de la Comunidad Europea en Bruselas instaló las Doce Musas (un conjunto de 12 esculturas) que simbolizaban los Estados miembros de esta Comunidad.
- 1996. Realizó el grupo escultórico-pictórico Atlanta Star an Olympic Forest, de 26 esculturas en forma de obeliscos triangulares que vistas desde el aire forman una estrella de cinco puntas; están relacionadas con las olimpiadas modernas, desde la de Grecia en 1896 hasta Atlanta en 1996. Esta obra se colocó en el Anillo Olímpico de la ciudad de Atlanta.
- 1997. Fue terminado y colocado en su sitio el mural titulado A Tribute to the Spirit of Sport. Esta obra fue dedicada al jugador de béisbol Jackie Robinson, celebrando el 50 aniversario del hecho de ser el primer jugador negro en ingresar en las Grandes Ligas de Béisbol.
- 1998. Para los Juegos Olímpicos de Invierno en Nagano (Japón), realizó el cartel oficial, obra titulada Ski-Jumper in Flight, así como el cartel oficial de la Copa del Mundo de Fútbol de París 98, Dancing with the Ball.[4]
- 1999. Se encargó de diseñar y crear los símbolos e insignias de los Juegos Mundiales Universitarios de 1999. Lo más importante fue la ilustración artística del velero Universiada’99 cuyo motivo se tomó como Logotipo Oficial y la maqueta de Talayot, monumento que representó a esa Universiada y que una vez desarrollado tomó la figura de cinco talayots de diferentes alturas que emergen de una lámina de agua. Las dimensiones son de 24 metros de alto por 14 de ancho. Otra obra de encargo en este año fue el cartel oficial del Encuentro contra la Droga, a cargo de la Fundación Proyecto Hombre.
- 2000. Para la Asamblea del Milenio en la sede de Naciones Unidas se le encargó la obra Amanecer en el Nuevo Milenio, que fue tomada para el cartel oficial.[5]
- 2003. Realizó El Espíritu de los Juegos Olímpicos, obra que fue seleccionada por el Comité Olímpico Norteamericano como imagen representativa de los Juegos de Atenas 2004. Ese mismo año se dedicó a su obra A Costa da Morte.
- 2005. En Manhattan (Nueva York) se distribuyeron un total de once esculturas que representaban distintos personajes de la obra de Cervantes, con motivo de la muestra "Homenaje al Quijote".

## Obras de Gabarrón en Valladolid
- 1997. Realizó por encargo la escultura llamada Puerta de Valladolid, ubicada en la prolongación del Paseo de Zorrilla. Se trata de un par de columnas de 10 metros de altura, pintadas con gran variedad de colores. En septiembre trabajó sobre el proyecto El Barrio del Color, en el popular barrio de España.[6] Las fachadas de las casas estaban muy deterioradas y degradadas y el escultor cambió totalmente su aspecto pintándolas de colores.

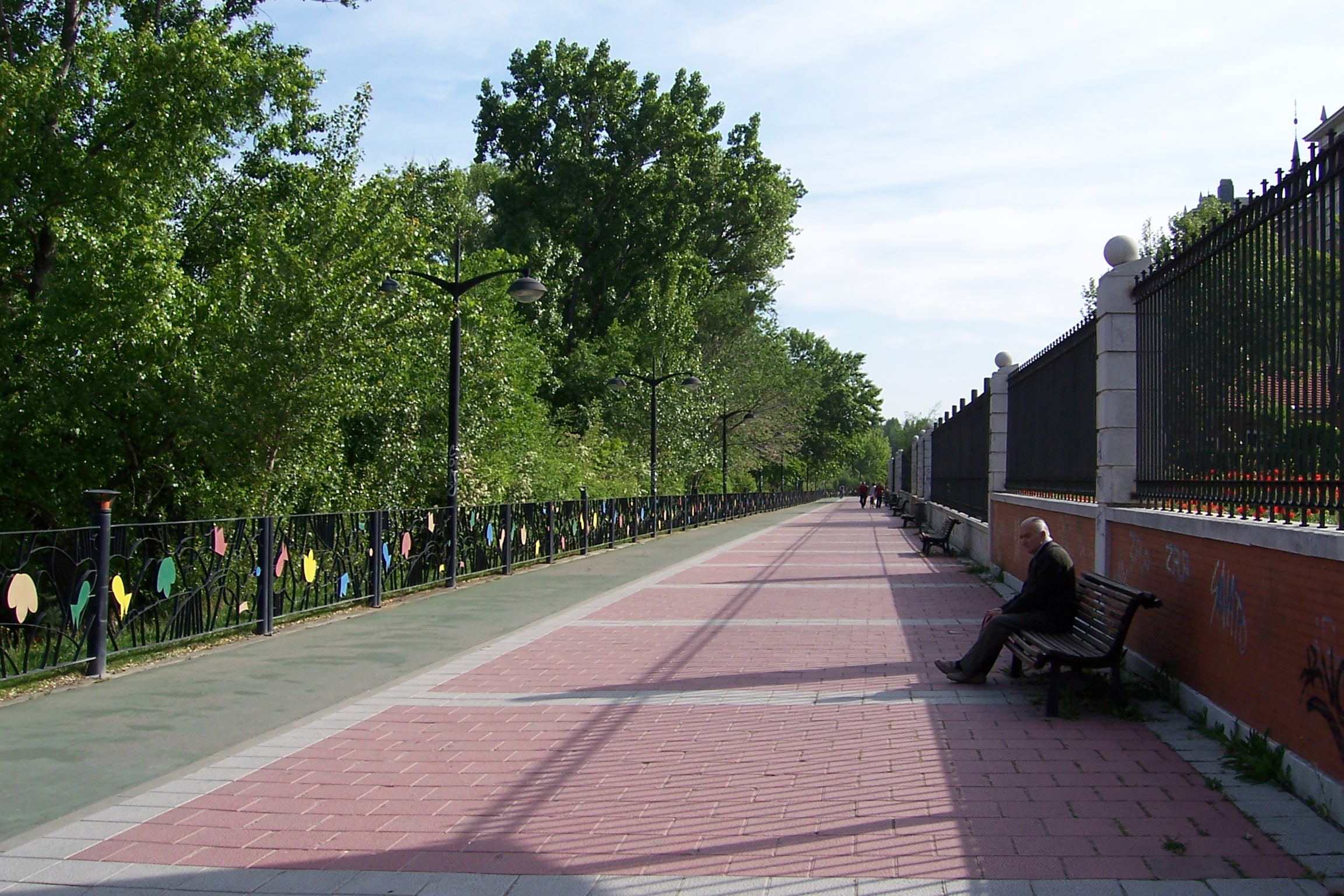
Barandillas junto al río Pisuerga.

- 1998. En julio realizó unas barandillas que pueden verse en el Paseo del Renacimiento, separando el parque llamado Ribera de Castilla, a la orilla izquierda del río Pisuerga.

- 1999. La Diputación le encargó una obra de gran formato para el Museo del Vino de Peñafiel. En este año se le encarga realizar el mural para el Parque del Chopal de Medina del Campo. La obra está dispuesta a lo largo de un muro de 220 m de longitud y se finaliza en 2008. También a él corresponde el resto del diseño del parque.
- 2001. Se encargó de los trabajos de restauración y rehabilitación de la capilla del Balneario de las Salinas en Medina del Campo. En el edificio realizó obras de pintura mural, esculturas, vidrieras. En el lado izquierdo de la capilla las pinturas simbolizan las inquietudes demostradas en la Cumbre del Milenio de la ONU; en el lado derecho están representados los males que han azotado a la humanidad desde tiempos remotos. La obra tomó el nombre de La Capilla del Milenio.[7]

Realizó una monumental escultura llamada Metamorfosis adquirida por la Cortes de Castilla y León para la decoración exterior de la nueva sede de este organismo en Valladolid.

## Exposiciones más importantes a partir de su estancia en Nueva York
- 1990. Palais de l’Europe de Estrasburgo.

- 1991. Galería Bodenschatz, Basilea (Suiza), con la obra Historia del Olimpismo.

- 2005. Expuso la obra Homenaje al Quijote en instalaciones establecidas en distintos puntos de Nueva York (Estados Unidos).

- 2007. En el Centro Cultural de la Diputación de Orense (España) con El Color y las Formas, y Homenaje al Quijote en la Casa de Córdoba de Miami (EE.UU).

- 2008. Tributo a Don Quijote en el Jardín Botánico de Miami Beach (EE. UU.) Los Silencios de Colón en los Jardines del Casino de Estoril, Lisboa (Portugal).
- 2009. En febrero, exposición en las calles de Valladolid (con la colaboración del Ayuntamiento de Valladolid) con las estatuas que llevan el nombre de Torres de la Alhambra, 16 piezas de fibra de vidrio policromada.[8] Sobre esta exposición el autor declaró:[9]

«Pero mi familia y yo hemos querido que la exposición se presentara aquí, en nuestra ciudad», explicó ayer Gabarrón.

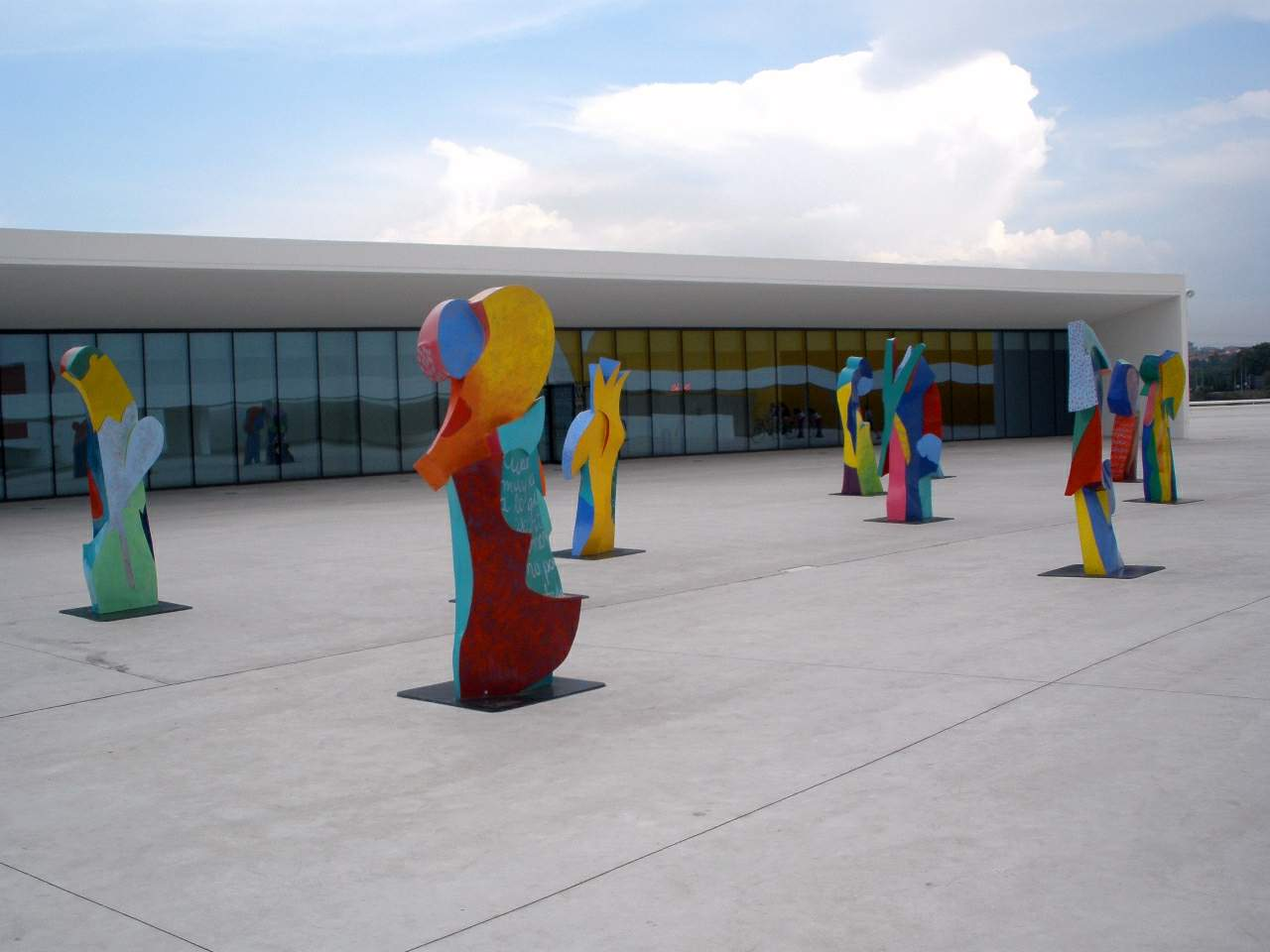
V Centenario de El Quijote. Centro Cultural Internacional Oscar Niemeyer de Asturias durante 2011.

- 2011-2012. Niets menslijks is mij vreemd en Bélgica
- 2020-2021. Gabarrón, un humanista del color, en el Museo Patio Herreriano de Valladolid.[10]

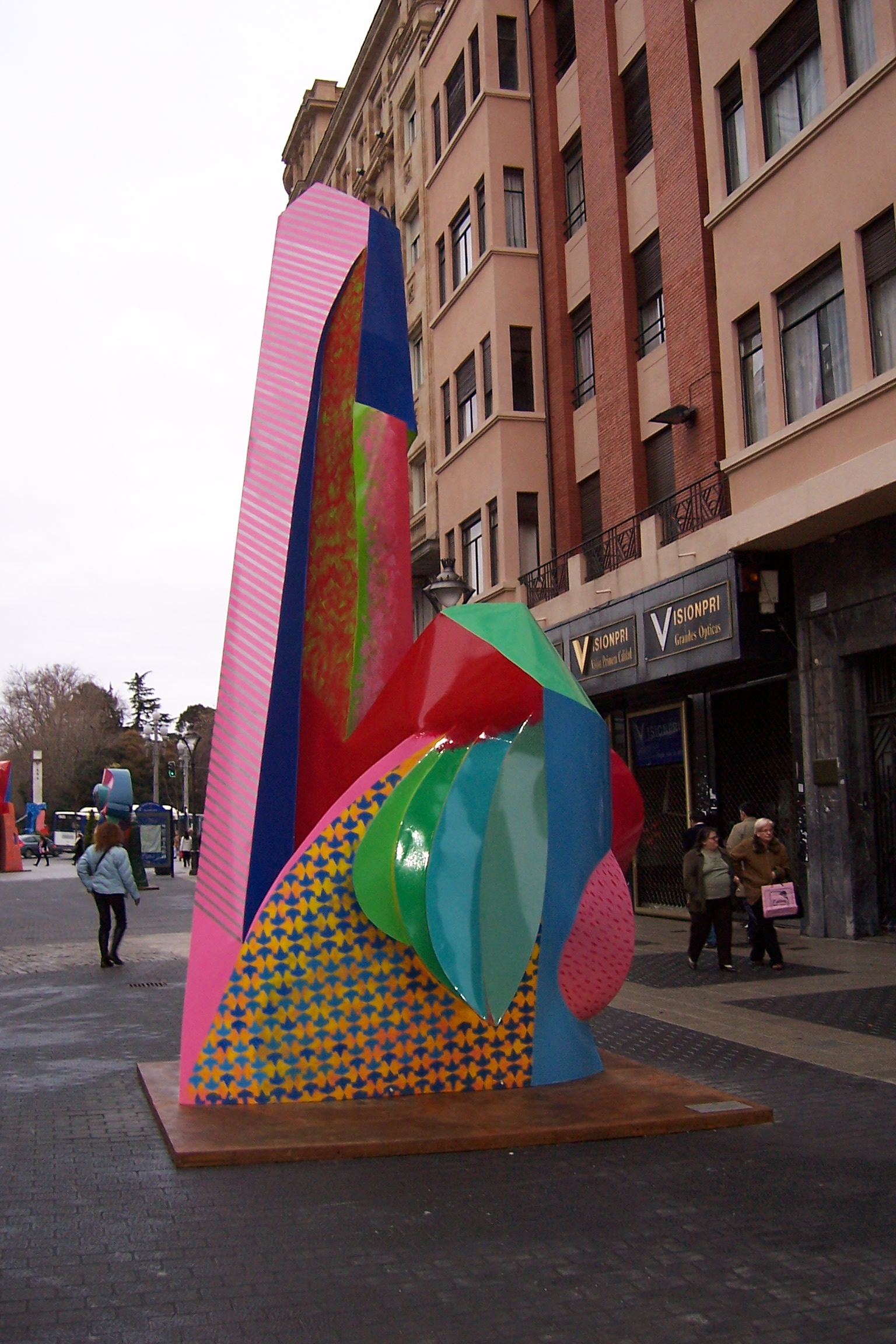
"Torres de la Alhambra"
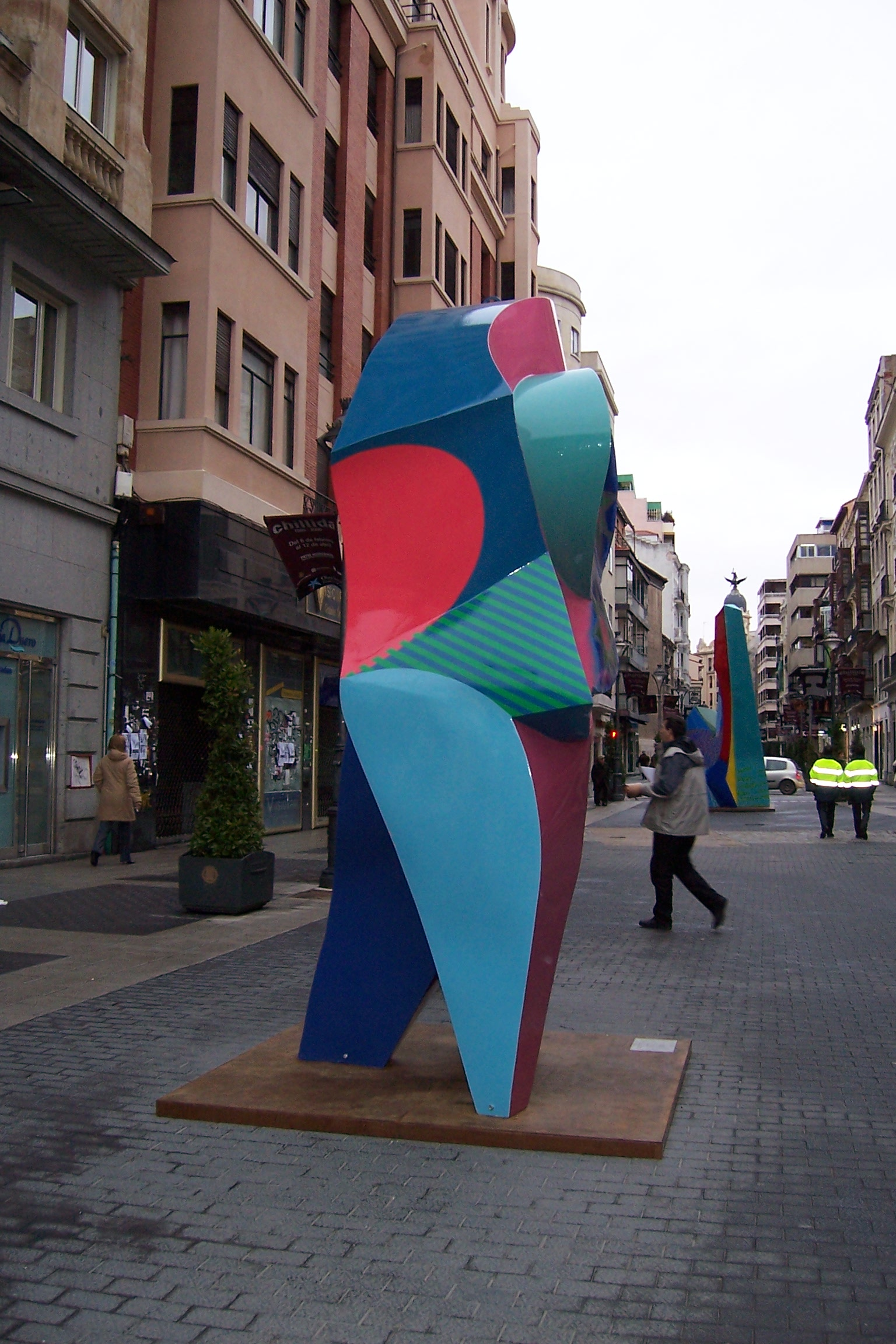
"Torres de la Alhambra"
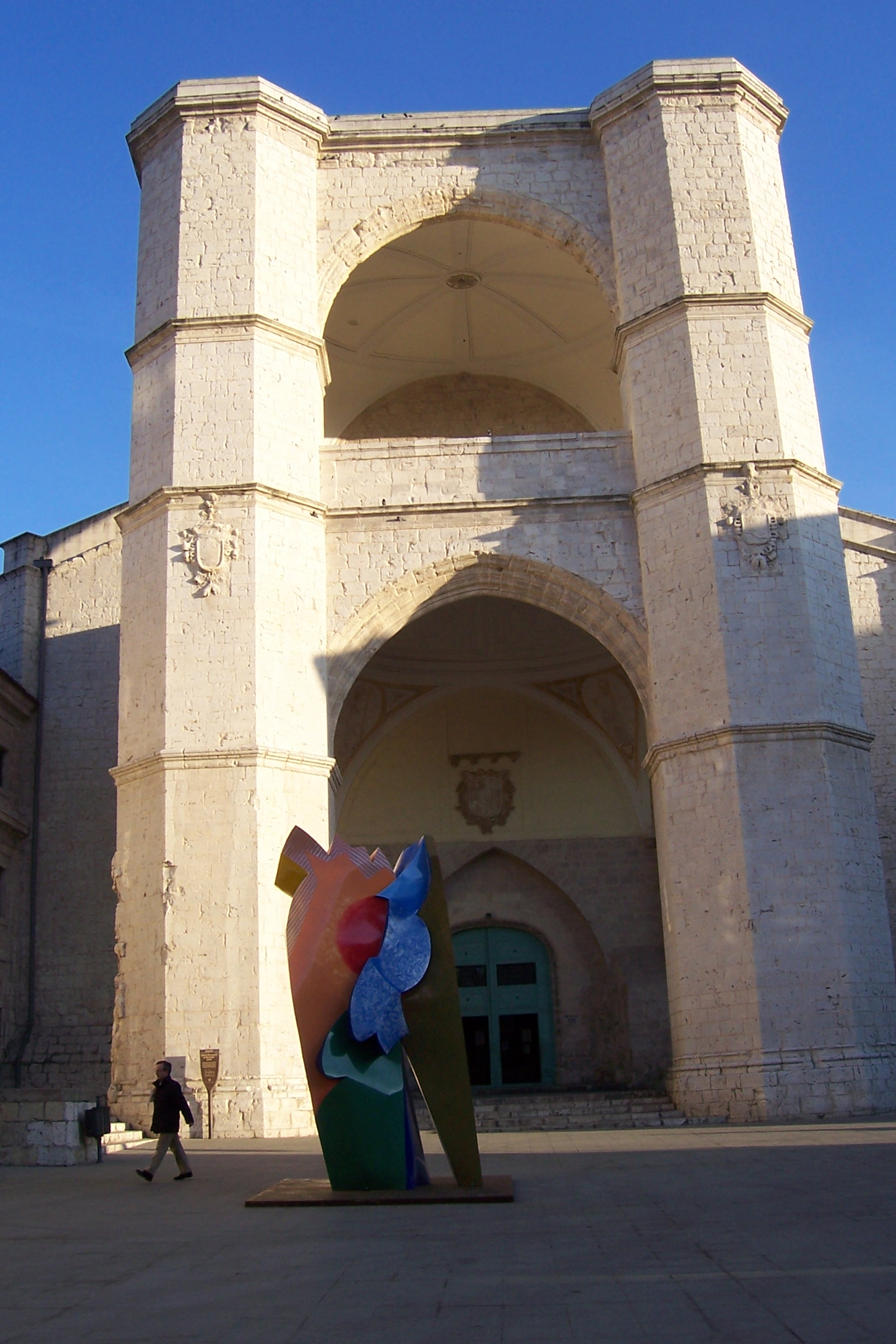
"Torres de la Alhambra"
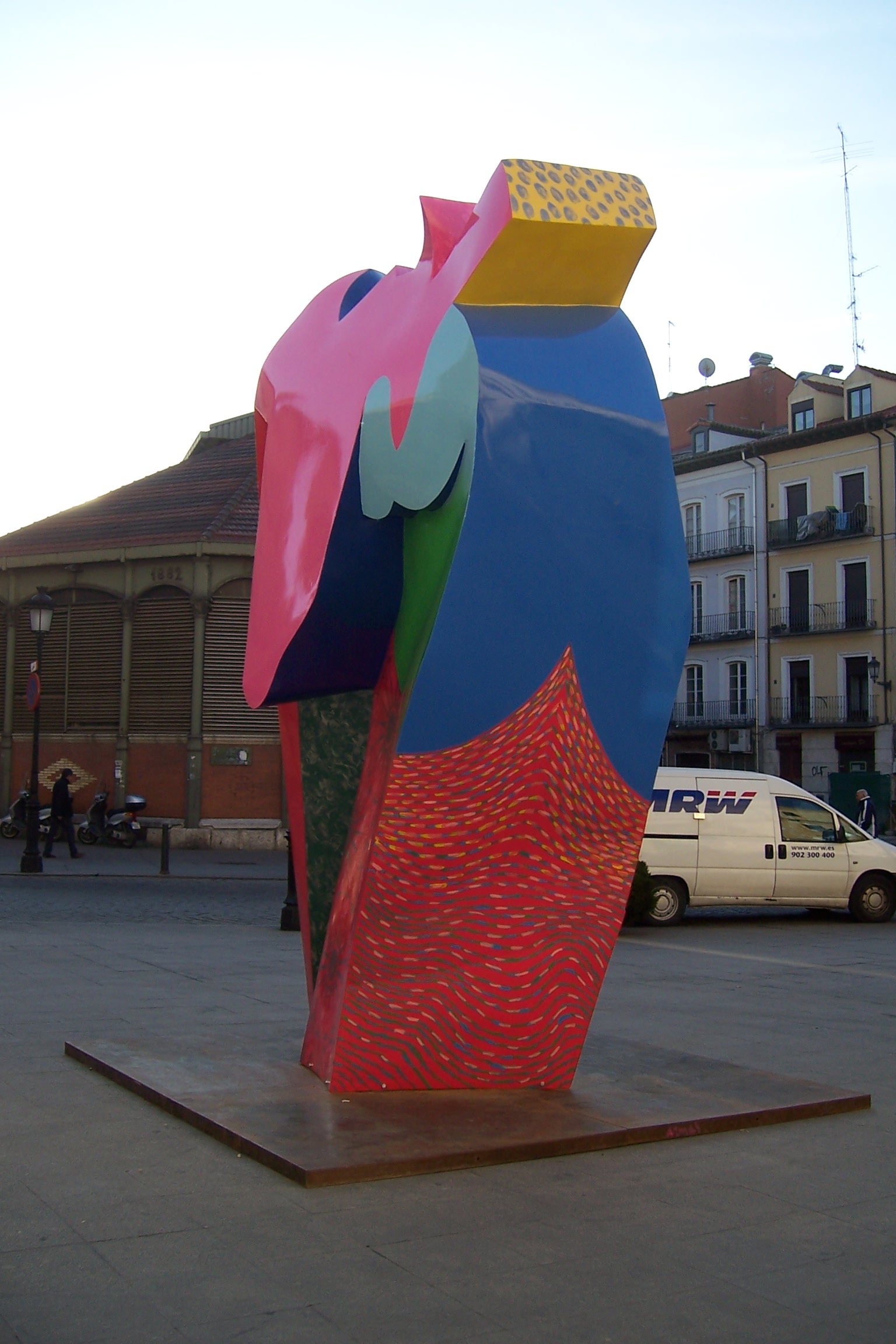
"Torres de la Alhambra"

Las piezas llevan el nombre de torre del Cadí, de las Armas, de la Vela, de la Cautiva, de la Rauda, Bermejas, de las Infantas, de los Picos, de Abu I Hayyai, del Agua, de la Justicia, Comares, de las Damas, de los Siete Suelos, Quebrada y del Mihrab.
- 2023. Gabarrón atlántico. Ronsel de saudade en el Museo de Pontevedra.[11]

## Premios y condecoraciones
Son numerosos los premios, menciones y distinciones. Se destacan aquí los más importantes:
- 1972. Premio Ciudad de Murcia y el I Premio de Acuarela, en Valladolid.
- 1993. Premio Importante recibido del diario La Opinión de Murcia, en reconocimiento a toda su carrera.
- 1996. Premio de las Artes 1996 que otorga el periódico El Norte de Castilla, recibido en el mes de noviembre. Trofeo Piñón de Oro otorgado por la Casa de Valladolid en Madrid.
- 1997. Gran Premio de Pintura de la II Bienal de Encuentros Mediterráneos, de Dubrovnik.
- 2000. Premio Castilla y León de las Artes.
- 2004. Premio Laurel de Cultura 2004, en la XXXVI Edición de los Premios Fundación Laureles de Murcia. Este premio se lo da la Asociación de la Prensa de Murcia.
- 2006. Nombramiento como Académico por la Real Academia de Bellas Artes de Santa María de Arrixaca.

## Fundación Cristóbal Gabarrón y museo

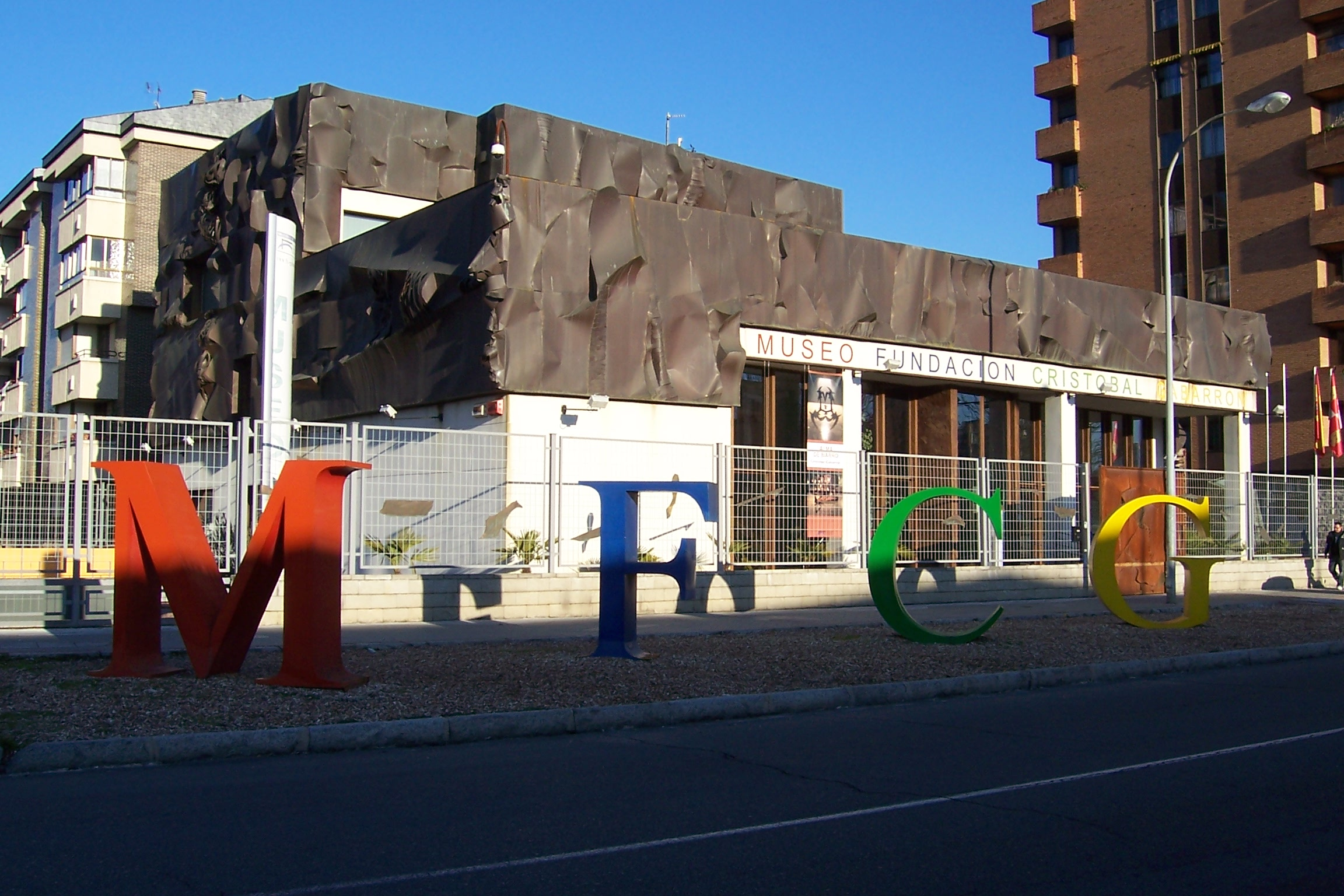
Fundación Cristóbal Gabarrón

La Fundación Cristóbal Gabarrón tuvo su origen en la ciudad de Valladolid en el año 1992. Otorgó durante un lustro los Premios Internacionales de la Fundación Cristóbal Gabarrón (FCG), en el ámbito del arte. Los estatutos decían:

[...] con la intención de proteger, conservar y difundir la cultura a través de las artes, las letras, la ciencia y la investigación [...]

En esta Fundación tienen cabida las manifestaciones culturales desde la Prehistoria hasta los tiempos presentes. La sede tuvo su emplazamiento como museo en la calle Rastrojo s/n, en el barrio de la Huerta del Rey. El edificio fue realizado por el equipo de arquitectos Juan Carlos Urdiain, Juan Llacer y José María Llanos. La cubierta de latón y cobre es obra del propio Gabarrón. El inmueble estaba dividido en zonas destinadas a exposiciones, docencia, museo infantil y pinacoteca infantil. En el exterior hubo un auditorio para cien personas y un anfiteatro. El museo abrió sus puertas en el año 2003 y las cerró en septiembre del 2015. La entidad financiera a que pertenece puso a la venta el edificio. Todos los enseres y obras de arte fueron trasladados a la Fundación Casa Pintada de Mula.